# Neuronema laminatum
Neuronema laminatum is een insect uit de familie van de bruine gaasvliegen (Hemerobiidae), die tot de orde netvleugeligen (Neuroptera) behoort. 
Neuronema laminatum is voor het eerst wetenschappelijk beschreven door Tjeder in 1936.